# Công viên đường sắt Maltanka

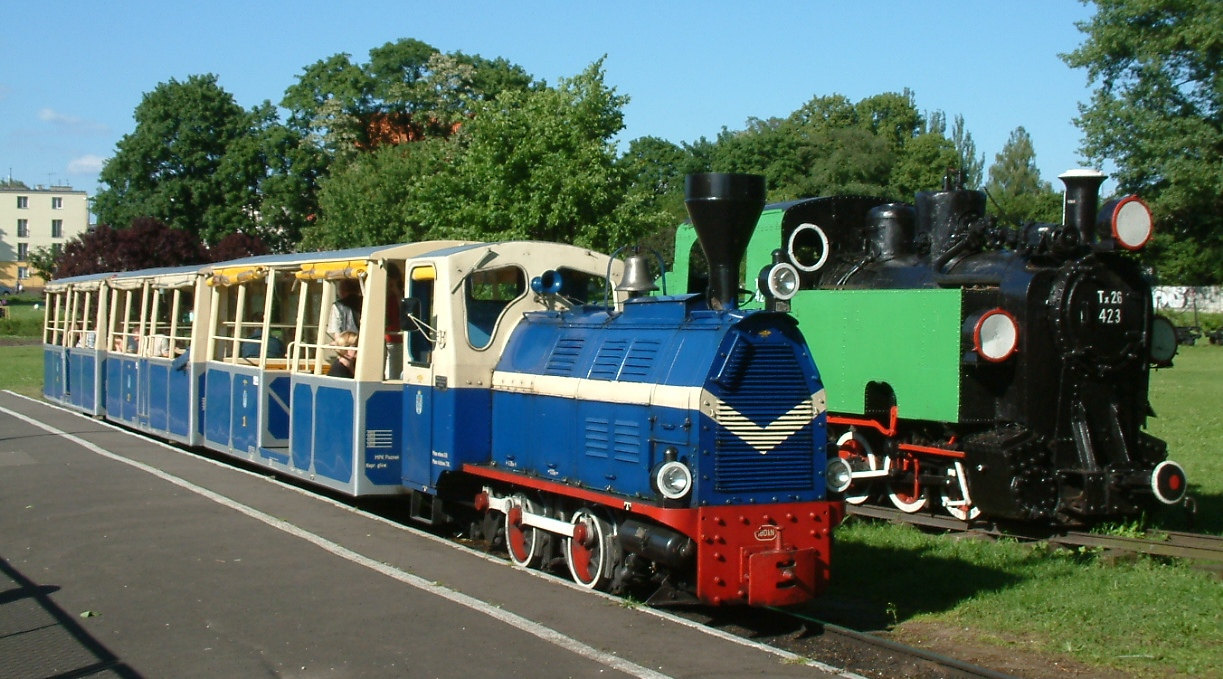
Tàu trên ga "Maltanka" được kéo bởi đầu máy Diesel Wls40 -100

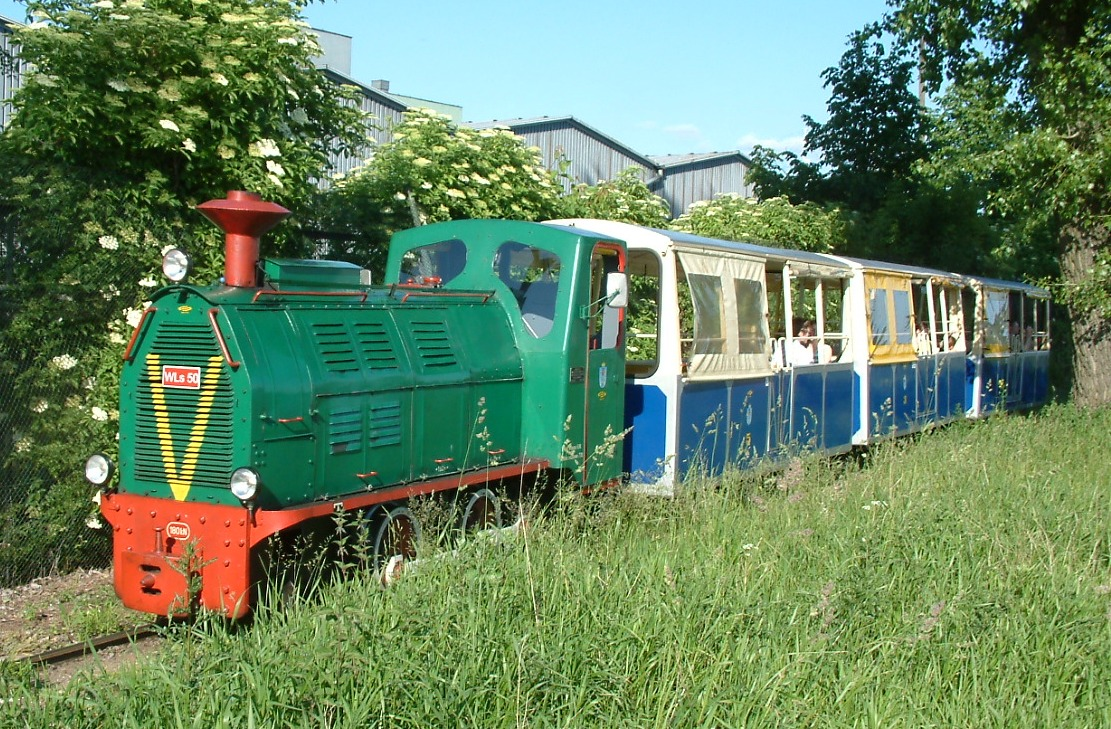
Tàu kéo bởi đầu máy Diesel Wls50 -1563

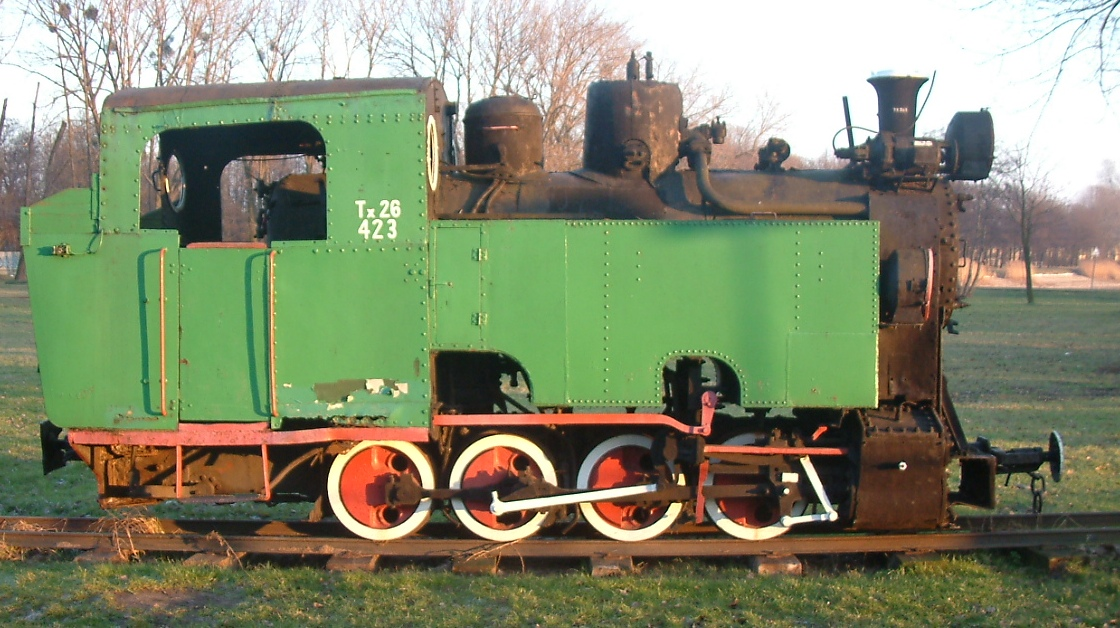
Trong nhánh đường sắt, chờ đợi để cải tạo bể đầu máy Tx26 -423 xây dựng vào năm 1926

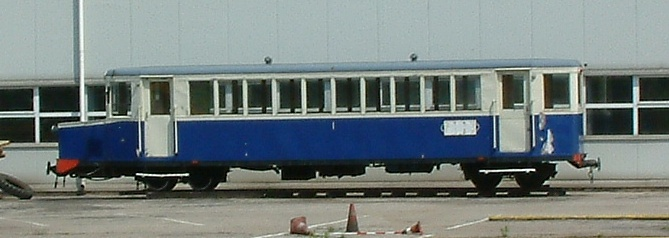
Xe lửa diesel MBxc1-41 "Ryjek" trong kho xe điện Forteczna

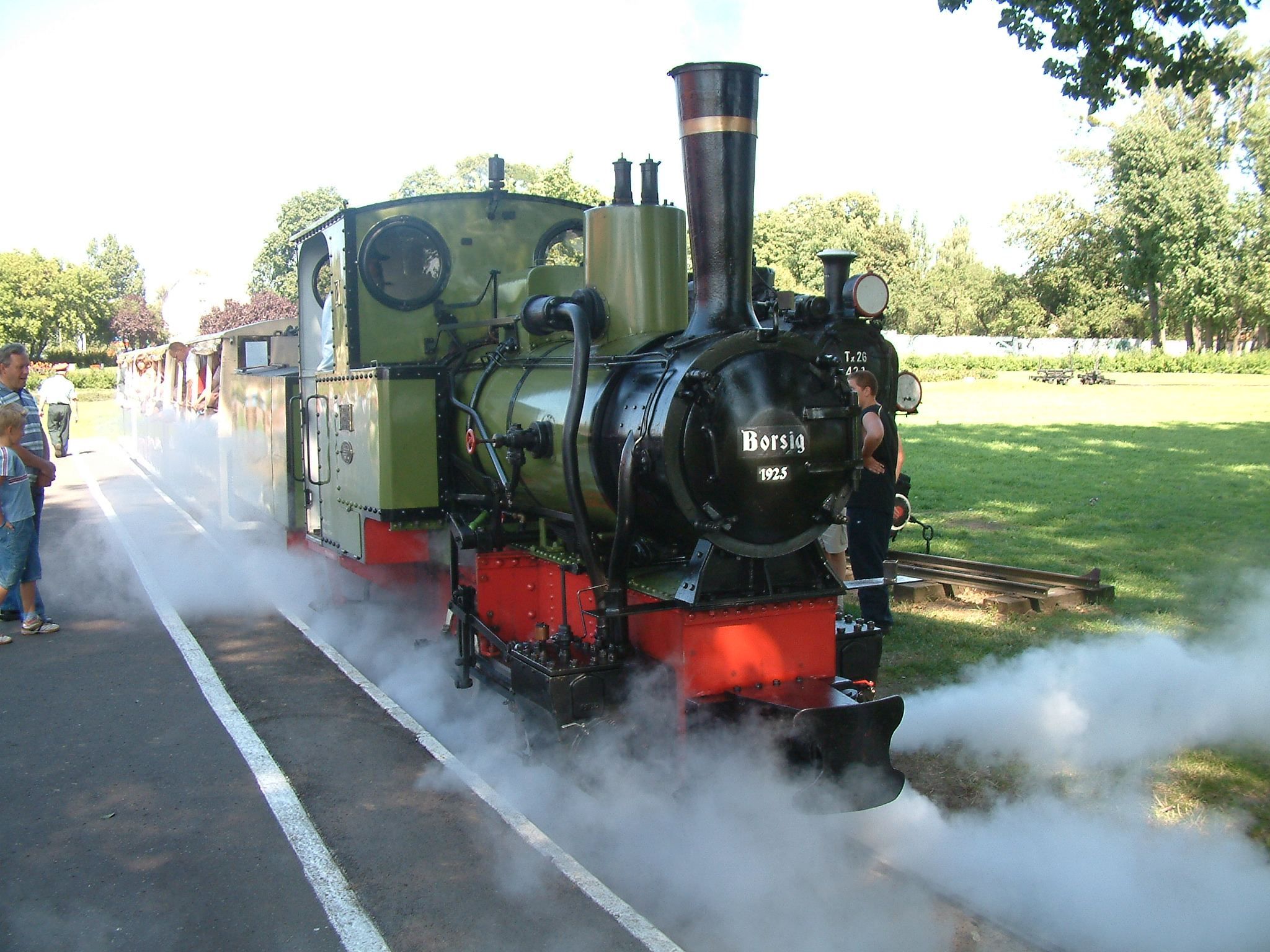
Tàu trên ga "Maltanka" được kéo bằng đầu máy hơi nước Bn2t 11458 "Borsig" được xây dựng vào năm 1925

Công viên đường sắt Maltanka (tiếng Ba Lan: Kolejka Parkowa Maltanka, đôi khi viết tắt là Maltanka) là một tuyến đường sắt khổ hẹp 600 mm (1 ft 11+5⁄8 in) nằm ở Poznań. Nó dài 3,85 kilômét (2,4 mi) và thuộc sở hữu của Miejskie Przingsiębiorstwo Komunikacyjne w Poznaniu Sp. z.o.o. (tiếng Anh: Public Transport Company in Poznań Ltd.). Tuyến kết nối Rondo Śródka (Vòng xoay Śródka) và Sở thú mới vận chuyển khoảng 200.000 hành khách mỗi năm.

## Lịch sử
600 mm (1 ft 11+5⁄8 in) đầu tiên 600 mm (1 ft 11+5⁄8 in) đường sắt khổ hẹp, được gọi là Harcerka Kolejka Dziecięca (tiếng Anh: Scout Children Railway) tại Poznań, được xây dựng vào năm 1956 và được vận hành bởi Hiệp hội Hướng đạo Ba Lan (xem đường sắt của trẻ em). Một tuyến dài 1,5 kilômét (0,9 mi) kết nối Ogród Jordanowski và Legi Dębińskie tiếng Anh: Dębina Meadow). Trong quá trình xây dựng Hetmańska Str, một phần của đường vành đai thứ hai của Poznań, chính quyền quyết định di chuyển tuyến đường sắt đến một địa điểm mới, nơi tuyến sẽ không xung đột với các tuyến đường giao thông chính. Tuyến đường sắt, giờ đổi tên thành Maltanka được mở lại vào ngày 21 tháng 7 năm 1972 tại Malta. Kể từ đó, nó đã được điều hành bởi Công ty Giao thông Công cộng. Năm 1998, tên của nó được đổi thành Maltańska Kolej Dziecięca (tiếng Anh: Maltan Children's railway), và một lần nữa vào năm 2002 với tên hiện tại.
Cái tên Maltanka xuất phát từ Hiệp sĩ Malta, người từng sở hữu vùng đất và nhà thờ cũ gần đó.

## Trạm dừng
- Maltanka
- ptys
- Balbinka
- Przystań (theo kế hoạch)
- Zwierzyniec

## Toa xe
- Đầu máy hơi nước Bn2t 11458 "Borsig" được chế tạo vào năm 1925
- Đầu máy hơi nước Tx26 423 chế tạo năm 1926
- Xe lửa diesel MBxc1-41 "Ryjek" được chế tạo vào năm 1932
- Đầu máy diesel Wls40-100 được chế tạo vào năm 1956
- Đầu máy diesel WLs40-1225 được chế tạo vào năm 1961
- Đầu máy diesel Wls50-1563 được chế tạo vào năm 1964
- Xe khách (# 1, 2, 3, 4) được chế tạo vào năm 1956
- Xe khách (số 5 và 8) được chế tạo vào năm 1972
- Xe khách (số 6 và 7) được chế tạo năm 2010